# 四大佛教名山
中國佛教四大名山，是漢傳佛教傳統認為的四大菩薩道場。浙江普陀山是观音菩萨的道场，山西五台山是文殊菩萨的道场，四川峨眉山是普贤菩萨的道场，安徽九华山为地藏菩萨道场。以上四处也合称“四大菩萨道场”。

## 分述
1. 普陀山：位于浙江省舟山市普陀区，为观世音菩萨道场。此山原名梅岑山，因不肯去觀音的傳說而聞名，被認為和經中授記的印度普陀洛迦山一樣神聖，自古觀世音菩薩常在此山顯聖，靈感事跡數不勝數，因此漸成為觀音菩薩的應化道場。
2. 五台山：位于山西省忻州市五台县，为文殊菩萨道场。又名清涼山、五頂山，爲經中授記文殊菩薩常住道場。
3. 峨嵋山：位于四川省乐山市峨眉山市，为普贤菩萨道场。傳說古人在此山看到騎六牙白象的普賢菩薩，故作為普賢菩薩的應化道場。山上金頂風景秀麗，日出雲海爲一大特色。
4. 九华山：位于安徽省池州市青阳县，为地藏菩萨道场。傳說朝鮮半島新羅國王子金地藏來此常住，曾顯現神通用袈裟將整山包裹，得到此山地主的供養；因圓寂後顯骨節如鎖的瑞相，被認為是地藏菩薩的化身，故此山也稱爲地藏菩薩道場。

四大佛山之中，五台山的佛寺建筑最为雄伟、密集，漢傳佛教、藏傳佛教建築匯聚於此，佛像雕塑的建造也是最为精美的，为四大佛山之首。有人还把四大佛山视为佛教的“四大”结聚。这“四大”又称为“四界”，指的是地、水、火、风四种物质现象构成的基本元素。佛教认为，世界万物均由“四大元素”组成，宣扬所谓的“四大皆空”其实就是指宇宙间的一切，包括人身在内，都是虚幻不实的。中国佛教教徒也将四大道场说成是“四大”的体现。《普陀山志》中记载：
|  | 佛经称地藏、观音、普贤、文殊诸佛道场，曰地、水、火、风，为四大结聚。九华，地也；普陀，水也；峨眉，火也；五台，风也。 |

## 图集

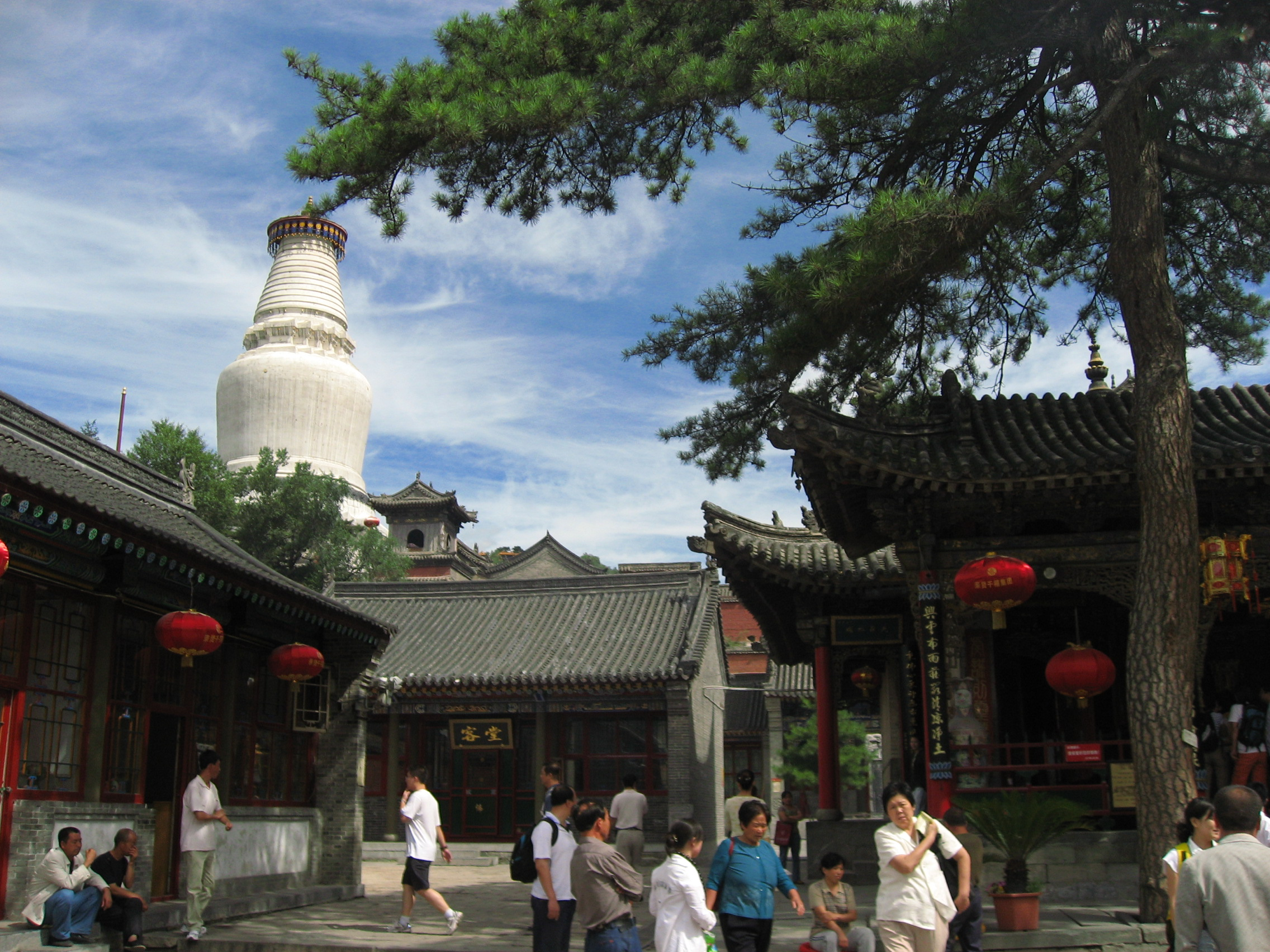
五台山白塔
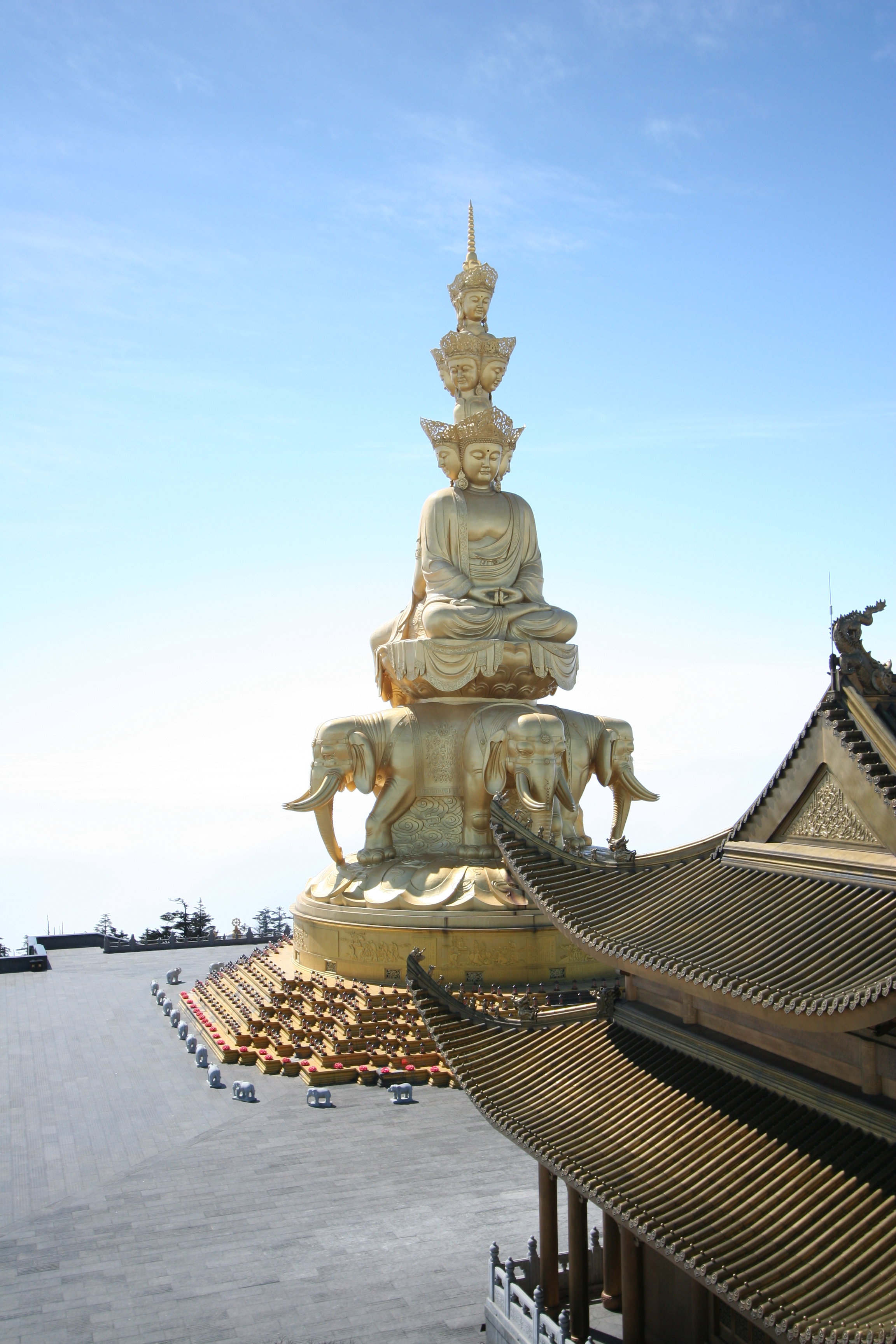
峨嵋山普贤菩萨
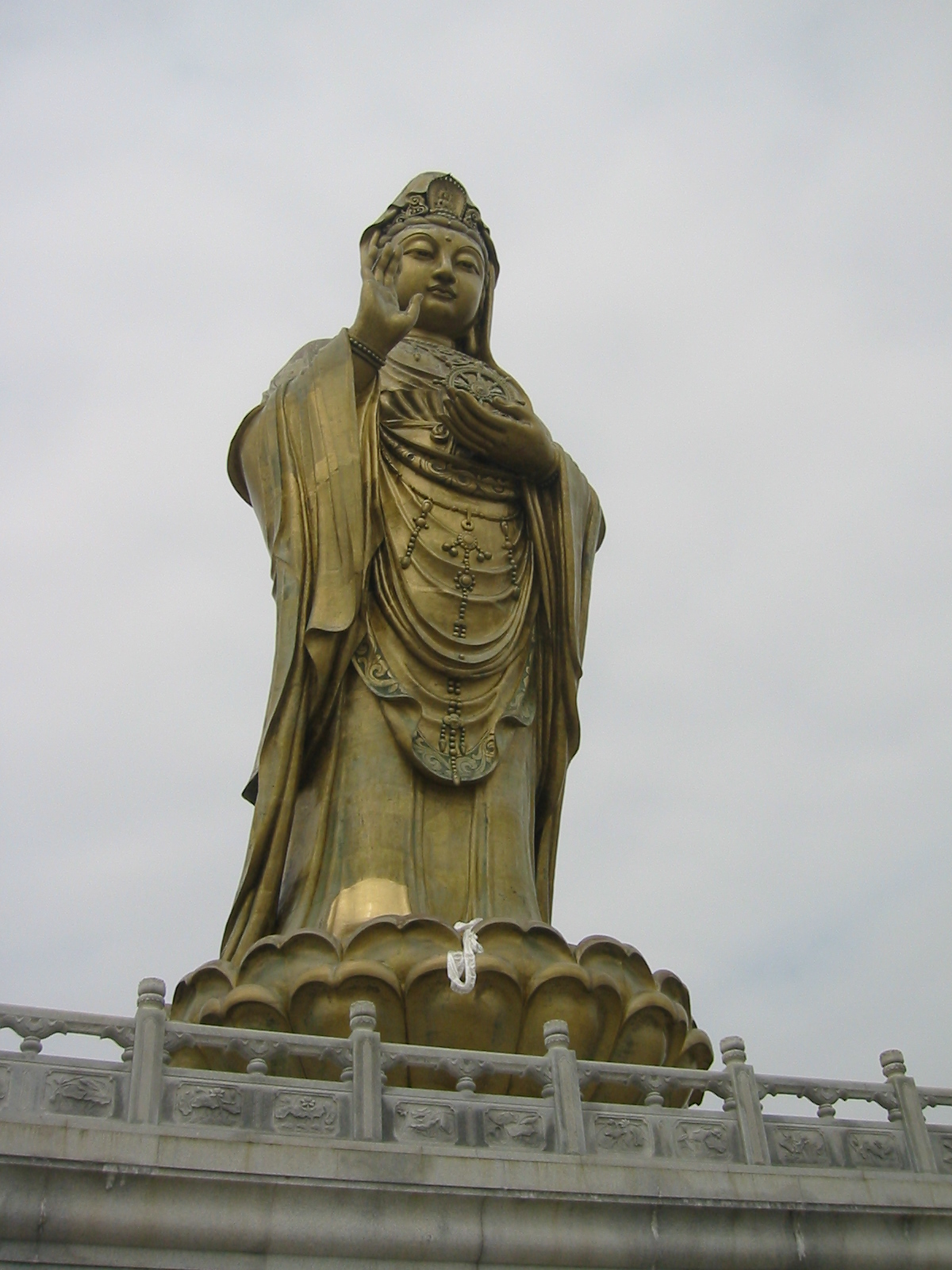
普陀山观音菩萨
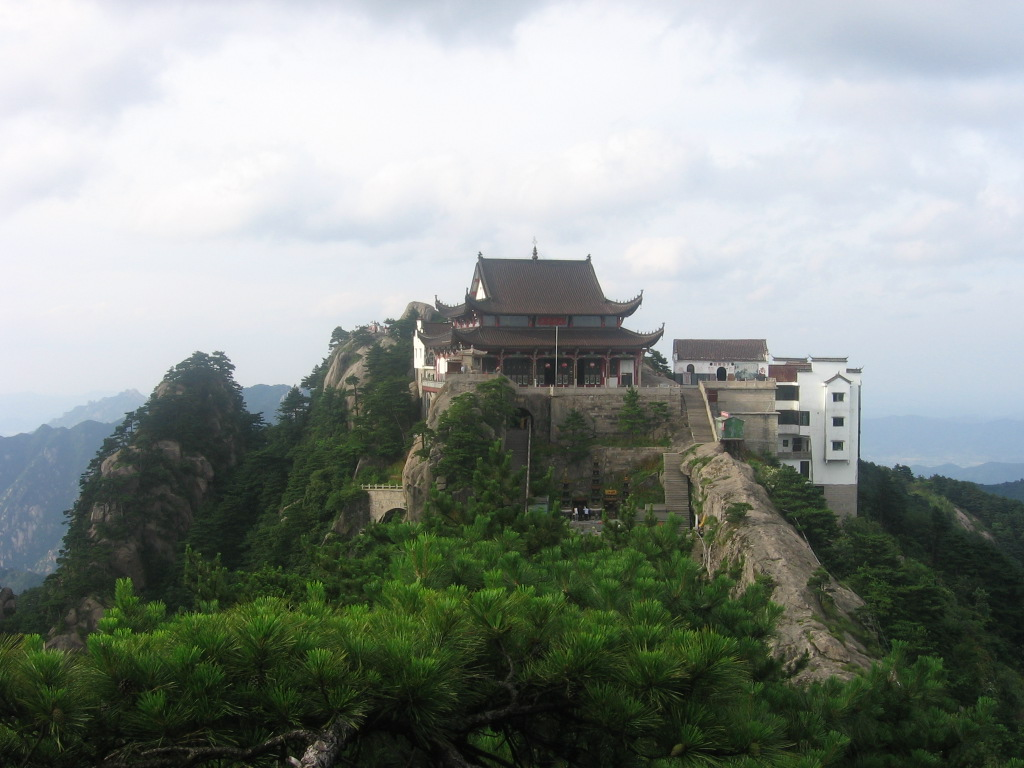
九华山

## 其他菩萨道场
有時加上一座佛教名山稱爲“五大佛教名山”（佛教五大名山），但第五座名山未有定論，有以下幾處最為常見：
- 雪窦山: 位于浙江省宁波市奉化区，为弥勒菩萨道场。
- 梵淨山：位於貴州省銅仁市，為彌勒菩薩道場。
- 狼山：位于江苏省南通市，为大势至菩萨道场。
- 鸡足山：位于云南省大理白族自治州宾川县，为摩诃迦叶和虛雲大師道场。[1]經中記載摩訶迦葉尊者護持著佛陀衣缽隱入雞足山中，漢地古人認為在雲南省雞足山，山上華首門（傳說摩訶迦葉尊者沒入山石處）常現瑞相。虛雲老和尚曾住持祝圣寺。